# Nevil Story Maskelyne

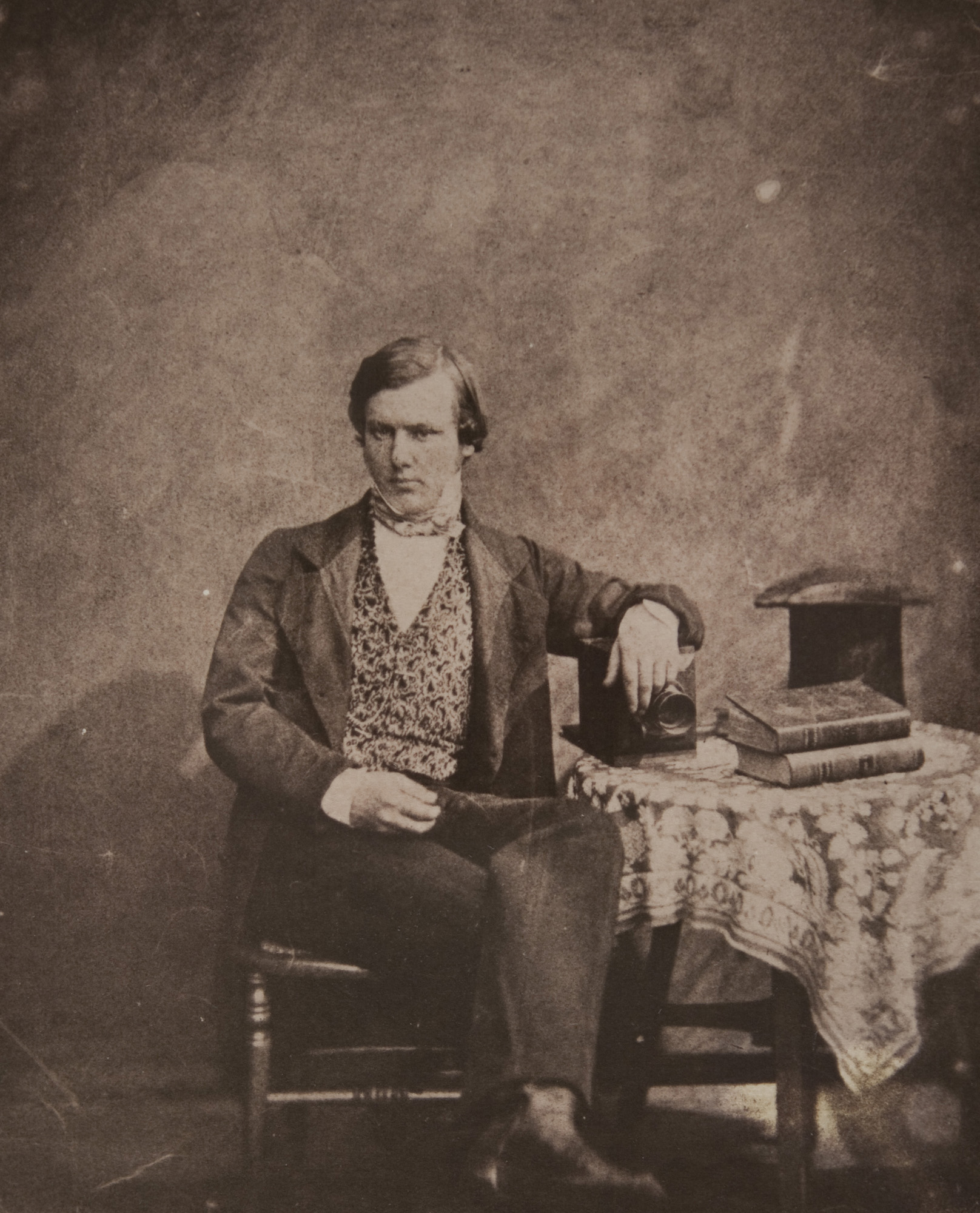
Neville Story Maskelyne

Mervyn Herbert Nevil Story Maskelyne (* 3. September 1823 in Basset Down House, Wroughton, Wiltshire; † 20. Mai 1911 in Basset Down House) war ein englischer Geologe, Mineraloge und Politiker.

## Leben
Nevil war der älteste Sohn von Antony Mervin Reeve Story und Margaret Maskelyne, der Tochter des Astronomer Royal, Nevil Maskelyne. Die Familie nahm den Namen Maskelyne an, als Nevil volljährig wurde, da sie Basset Down bei Wroughton, Wiltshire, den Familienbesitz der Maskelynes geerbt hatte. Nevil heiratete Thereza Mary Llewelyn (1834 – 27. Februar 1926) am 29. Juni 1858. Ihre Tochter Mary wiederum heiratete Hugh Oakeley Arnold-Forster am 29. Juli 1885. Hugh und Marys Enkelin Vanda Morton veröffentlichte 1987 eine Biographie von Nevil.

## Wissenschaftliche Laufbahn
Seine Ausbildung erhielt Maskelyne am Wadham College in Oxford. Ab 1851 unterrichtete er zunächst Mineralogie und Chemie in Oxford, bevor er 1856 zum Professor der Mineralogie berufen wurde, eine Stelle, die er bis 1895 innehatte. Von 1857 bis 1880 war er Keeper of Minerals am British Museum.
Maskelyne war außerdem ein Pionier der Photographie und ein Mitarbeiter von William Henry Fox Talbot. Er gilt zudem als Erstbeschreiber der Minerale Andrewsit (1990 als Mischkristall diskreditiert), Asmanit (Tridymit), Langit, Liskeardit, Oldhamit, Osbornit und Waringtonit (Brochantit) und war mit Gustav Rose ein Pionier in der Klassifikation von Meteoriten.

## Politische Laufbahn
Zwischen 1880 und 1886 war Nevil Member of Parliament (MP) für den Wahlbezirk Cricklade als Vertreter der Liberal Party, und zwischen 1886 und 1892 für die Liberal Unionist Party. Von 1889 bis 1904 war er Mitglied des Wiltshire County Council.

## Ehrungen
Das in Meteoriten vorkommende glasartige Impaktgestein Maskelynit wurde nach ihm benannt.
1873 wurde er zum Fellow ehrenhalber des Wadham College ernannt. Seit 1895 war er korrespondierendes Mitglied der Bayerischen Akademie der Wissenschaften.
1893 erhielt er die Wollaston-Medaille der Geological Society of London.

## Werke
- A guide to the collection of minerals (1862)
- Mineralogical notes (1863)
- Index to the collection of minerals: with references to the table cases in which the species to which they belong are exhibited at the British Museum (1866)
- Mineralogical notices (1871)
- Crystallography: Treatise on the Morphology of Crystals (1895) (Kessinger Publishing January 2008 ISBN 0-548-82536-X)
- On Meteoric Stones. In: Popular Science Monthly. 2. November 1872 (Volltext [Wikisource]).